# Герлован, Борис Федосеевич
Борис Федосеевич Герлован (бел. Барыс Федасеевіч Герлаван; род. 25 декабря 1937, Мартоноша, Одесская область) — белорусский художник. Заслуженный деятель искусств Белорусской ССР (1977). Народный художник Беларуси (1992), профессор.

## Биография
Родился 25 декабря 1937 года.
Работал в Белорусском республиканском театре юного зрителя в 1960—1961 годах. С 1962 года работает в Театре имени Янки Купалы, в 1976 году стал главным художником театра.
В 1966 году окончил отделение сценографии Белорусского государственного театрально-художественного института (мастерская Е. Чемодуров, руководитель дипломной работы П. Маслеников).
С 1991 года преподает сценографию в Белорусской академии искусств. В 1998 году получил звание профессора.

## Премии и награды
- 1977 — Заслуженный деятель искусств Белорусской ССР;
- 1985 — Государственная премия СССР — за оформление спектаклей «Порог» (1983) и «Рядовой» (1984);
- 1988 — Государственная премия БССР — за оформление спектакля «Мудрамер»;
- 1992 — Премия Э. Мировича;
- 1992 — Народный художник Беларуси[3];
- 1997 — «Хрустальный павлин» — высшая награда Белорусского союза театральных деятелей;
- 2004 — специальная премия Президента Республики Беларусь деятелям культуры и искусства — за вклад в воспитание творческой молодёжи;
- 2008 — Орден Франциска Скорины.